# Drive-through

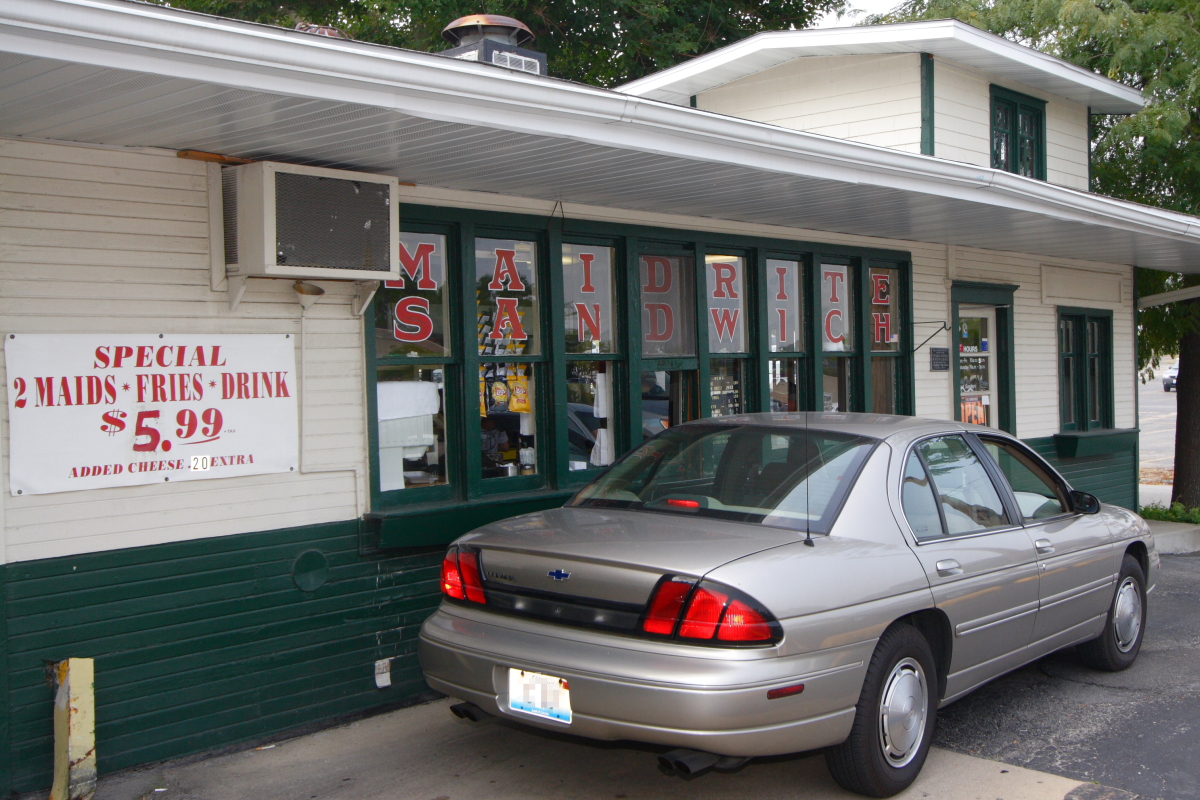
Bar kanapkowy typu drive-through w Springfield, w stanie Illinois

Drive-through, w ang. amer. także jako drive-thru (wym. [draɪv-θru]) – rodzaj działu sprzedaży w przedsiębiorstwach gastronomicznych, handlowych lub usługowych, w którym klient ma możliwość  podjechania pojazdem i nabycia towarów lub usług, bez konieczności opuszczania go.  Konsumpcja nabytego dobra następuje  w zaparkowanym tuż po dokonaniu transakcji pojeździe, po dojechaniu do celu, bądź podczas dalszej podróży.
Obsługa klienta w obiektach tego typu odbywa się zwykle za pośrednictwem okienka, przy których zatrzymuje się zmotoryzowany klient, bądź systemu kilku okien, gdzie podjeżdżać należy zgodnie z poleceniami sprzedawcy.
Pierwsze drive-throughs pojawiły się w Stanach Zjednoczonych w połowie lat 20. XX wieku. Do obiektów prowadzących działalność tego typu należą m.in. zakłady gastronomiczne (w szczególności bary szybkiej obsługi), banki, pralnie, kwiaciarnie czy  apteki.
Synonimem słów drive-through (dosł. „przejechać”) jest drive-up („podjechać”). Nieco zbliżone znaczenie mają słowa drive-in („wjechać”), używane w odniesieniu do obiektów z parkingiem, gdzie klient ma możliwość zarówno nabycia, jak i konsumpcji usługi bądź produktu na terenie obiektu, pozostając w zaparkowanym samochodzie (np. kina samochodowe, restauracje).